# فؤاد الحميري
فؤاد حسن عبد القادر الحميري  خطيب جمعة وسياسي يمني من مواليد شرعب الرونة بمدينة تعز 1978م، عُين نائباً لوزير الإعلام في 11 يونيو 2014.

## العمل
1. أمين سر في محكمة جنوب غرب الأمانة، وزارة العدل.
2. خطيب جامع الرحمن في حي الأصبحي القديم بأمانة العاصمة.
3. مدرب معتمد في حقوق الإنسان لدى العديد من المنظمات المحلية والدولية.
4. الناطق الرسمي باسم المنسقية العليا للثورة اليمنية شباب.
5. عضو اللجنة التحضيرية للموتمر الوطني للشباب.

## الإصدارات
هو شاعر وأديب حاصل على العديد من الجوائز الأدبية المحلية والعربية.[بحاجة لمصدر] له من الإصدارات:
1. ديوان صوتي بعنوان (شمس النضال).
2. مسرحية شعرية بعنوان (الأبالسة)
3. ديوان شعري بعنوان (مقاوم مع سبق الإصرار)
4. العديد من الدواوين المخطوطة.
5. له عمود اسبوعي في الصحافة اليمنية بعنوان (المقامات الحميرية) صحيفة اليقين.

## الأنشطة والفعاليات
نشط في الفعاليات السياسية كشاعر سياسي ساخر ناقد للنظام منذ وقت مبكر وكان هذا سبب للعديد من المطاردات لشخصه والاقتحامات لبيته في أوقات متفرقة تناولها الإعلام المعارض والمستقل في حينه.
تعرض لأول إصابة من قبل قوات الأمن يوم 18 يوليو 2007 م في ساحة الحرية بصنعاء (ساحة مجلس رئاسة الوزراء) مع العديد من الناشطين الحقوقين.

## إسهامات قبل اندلاع الثورة
1. تقديم وإلقاء قصائد ناقده في مهرجانات الهبة الشعبية التي اختتمت بمهرجان (3فبراير) الذي ارخ به البعض بداية الثورة.
2. قيادة (مسيرة السيارات) أو (قافلة السيارات) الليلية الشبابية والتي جابت أمانة العاصمة وحطت رحالها قرب (جسر كنتاكي) أمام مقر قناة الجزيرة بصنعاء وذلك احتفاء بخلع مبارك. وبثت فعالياتها على الجزيزة مباشر وحصلت في ختامها مواجهات مع بلاطجة.
3. المشاركة مع طلاب جامعة صنعاء في اعتصاماتهم عند بوابة الجامعة والمشاركة في المسيرة الرافضة لاعتقال توكل كرمان.

## فعاليات في الثورة
1. تقديم أول برنامج على قناة سهيل حيث انه أول برنامج في اليمن يحمل طابع الثورة بعنوان (صدى التغيير).
2. اصيب يوم 12 مارس 2011 م في هجوم لقوات الأمن والبلطجية على ساحة التغيير بصنعاء.[3]
3. كان خطيب وإمام جمعة الكرامة 18 مارس 2011م وهي الجمعة الشهيرة التي سقط فيها ما يقارب 58 شهيداً ومئات الجرحى باعتداء قوات الأمن والبلطجية على ساحة التغيير.
4. قام بتأسيس أول إتلاف ثوري وهو أئتلاف ثورة التغيير السلمي بمعية مختار الفقيه وخالد الصديق وكان صاحب المبادرة في ذلك هو مختار الفقيه والذي استمر في الائتلاف بعد ذلك.[4]
5. تاسيس المنسقية العليا للثورة اليمنية شباب
6. عرف بمشاركاته الكثيرة في القاء خطب جمعة الثورة في الستين والمشاركات الأدبية المتفرقة على منصة ساحة التغيير وبعض الزيارات لبعض الساحات الثورية وكذا المسيرات والمهرجانات والندوات والمحاضرات والمؤتمرات المقامة في ساحة التغيير بصنعاء.

## الوفاة
في 27 يونيو 2025، تُوفي الشاعر والسياسي اليمني فؤاد حسن عبد القادر الحميري في أحد مشافي مدينة إسطنبول التركية، إثر مرض مفاجئ.

## وصلات خارجية
- حساب الحميري في فؤاد الحميري  على فيسبوك.
- حساب الحميري في تويتر